# Pierre-Charles Laurent de Villedeuil
Pierre-Charles Laurent de Villedeuil (Bouchain, 11 ottobre 1742 – Parigi, 28 aprile 1828) è stato un politico e nobile francese.

## Biografia
Pierre-Charles nacque l'11 ottobre 1742 a Bouchain,  figlio dell'ingegner Pierre-Joseph Laurent, un imprenditore arricchitosi come socio fondatore della compagnie des mines d'Anzin e nobilitato poi nel 1750 col titolo di marchese di Villedeuil.
Pierre-Charles iniziò la sua carriera come intendente generale di Rouen, poi il 3 maggio 1787 Étienne-Charles de Loménie de Brienne lo nominò controllore generale delle finanze, succedendo nell'incarico a Michel Bouvard de Fourqueux. L'economia francese dell'epoca era in una profonda crisi, che i suoi predecessori Calonne e Bouvard de Fourqueux non erano stati in grado di risolvere.
Nel breve periodo nel quale fu ministro delle finanze mise in atto delle misure che però non furono sufficienti a risolvere la situazione,  o almeno non riuscirono ad evitare la convocazione degli Stati Generali nel 1789. Contrario alle decisioni degli Stati Generali, si esiliò in Inghilterra dal luglio del 1789, ma tornò in Francia nel 1792 per pianificare la fuga di Varennes per Luigi XVI. Dopo l'esecuzione del re, fuggì in Scozia e ritornò in Francia solo dopo la caduta di Napoleone. Con la restaurazione borbonica fu eletto membro dell'Académie des inscriptions et belles-lettres e divenne commendatore dell'Ordine dello Spirito Santo. Charles Crauk dipinse per lui un ritratto, oggi conservato al Musée des Beaux-Arts de Valenciennes.